# Griselda Sánchez Miguel
Griselda Sánchez Miguel, conocida como Lluvia Obsidiana, (Oaxaca, siglo XX - Oaxaca, 8 de junio de 2024) fue una artista sonora, radioartista, paisajista sonora y periodista mexicana, del pueblo Ñuu Savi o mixteco. Su obra radiofónica se caracteriza por el nexo con los derechos humanos, el territorio y el uso de la radio comunitaria para defender el territorio propio.

## Biografía

### Educación
Griselda Sánchez estudió la licenciatura en Ciencias de la Comunicación en la Universidad Nacional Autónoma de México y la maestría en Desarrollo Comunitario en la Universidad Autónoma Metropolitana Unidad Xochimilco (UAM-X), con la tesis La radio comunitaria como herramienta de defensa del territorio en 2015. También realizó el doctorado en Desarrollo Rural en la UAM-X, con una tesis titulada Canto a la Lluvia; construcción de territorios sonoros, alteraciones y megaproyectos.

### Carrera profesional
Dentro del mundo del arte sonoro es conocida como Lluvia Obsidiana. Después de estudiar comunicación, comenzó a trabajar en estaciones de radio independientes y a cubrir eventos sociales de Oaxaca, como el movimiento de la APPO en 2006. Su conocimiento en periodismo y radio la llevaron a experimentar con géneros alternativos, como el radioarte y el paisaje sonoro; así como con historias sin narrador, o que sólo fueran relatados con sonidos.
En 2010 escribió el libro La Línea: Relatos de la resistencia en San Salvador Atenco, en el que narra las historias detrás de la represión estatal en contra de los habitantes de San Salvador Atenco en 2006, en el Estado de México. Sánchez Miguel presentó el libro en la Casa Ejidal de Atenco, en mayo de 2011.  En 2016 el libro fue reeditado.
En 2017 le es comisionada para el Festival Tsonami Arte Sonoro, la obra PALABRANDAR, un collage de sonidos extraídos de la RADIO, presentada en el festival anual radiofónico en el mes de diciembre, junto a otros artistas como Alejandra Pérez (Chile), Franco Falistoco (Argentina), Alejandro Cornejo (Perú), Enrique Maraver (México) y otros.
En 2018 presentó en Ambulante gira de documentales el mini documental El legítimo derecho (2017), una pieza audiovisual que registra un archivo familiar mezclado con discursos de presidentes de México y paisajes sonoros de manifestaciones.

En Costa Rica, participó con una charla sobre radio comunitaria, titulada 'Radios comunitarias organizadas por la defensa del territorio, en México y Centroamérica', donde habló su libro Aire, no te vendas: La lucha por el territorio desde las ondas. Durante su presentación, señaló:
La comunicación comunitaria es fundamental para la resistencia de los pueblos indígenas contra la imposición de megaproyectos en sus territorios, ya que la presión de las industrias extractivas sobre estas regiones, han empujado a sus habitantes a reapropiarse de los medios de comunicación y fortalecer las radios comunitarias. Asimismo, es fundamental el rol de las mujeres que se desenvuelven actividades relativas a la comunicación y en las radios comunitarias de Oaxaca.
En 2020, Sánchez Miguel participó en el Festival Tsonami, con la pieza Autoetnografía Sensorial, una pieza en la que la propia voz de la autora se mezcla con otras voces, dentro del contexto de la Pandemia de COVID-19 y la crisis civilizatoria.
Ha dado talleres sobre paisaje sonoro, como el de 'Escucha profunda y paisajes sonoros' en febrero de 2021, en el Ciclo de Talleres de Documentación y Prácticas Narrativas.

### Fallecimiento
Desde hacía 5 años Griselda Sánchez había sido diagnosticada con cáncer de mama. Falleció el 8 de junio de 2024.

## Obra

### Libros
- La Línea: Relatos de la resistencia en Atenco. Editorial Ce-Acatl, 2010[14]
- Aire, no te vendas: La lucha por el territorio desde las ondas. 2016[14][15]
- Hacedoras de Estrellas. Con ilustraciones de Yssel Elisa Tarín Ábrego. Consorcio para el Diálogo Parlamentario. 2022[16][17]

### Piezas de arte sonoro y radioarte
- Instares, en el disco Feminoise Latinoamerica Vol 1. Compilado de mujeres latinoamericanas en experimentación con sonidos. 2016[18][19]
- Pedimento[20]
- LÍRIDAS: Fonografía de un Momento Fugaz. 2020[21]

## Premios y reconocimientos
- 2014 - Tercer lugar en la 10º Bienal Internacional de Radio, en la categoría Programa Comunitario y/o Indigenista, con la producción Luna del rocío[22][23]
- 2014 - Mención honorífica en la 10º Bienal Internacional de Radio, en la categoría Inclusión Social, con la producción radiofónica No me las trago, te las grito[24][23]